# Pałac Czeczów w Kozach
Pałac Czeczów – neoklasycystyczny pałac znajdujący się w Beskidzie Małym, we wsi Kozy, w powiecie bielskim. Pałac jest częścią zespołu pałacowo-parkowego znajdującego się w centrum wsi .
Pałac wraz z parkiem, dwoma oficynami oraz budynkami gospodarczymi dawnego folwarku (stodoła, stajnia, obora, spichrz) został wpisany do rejestru zabytków w latach 1956 (pałac i zabudowania) oraz 1947 (park).
Nazwa budynku „Pałac Czeczów” pochodzi od nazwiska ostatnich jego właścicieli.

## Historia

### Do 1880 roku
Dworek szlachecki w Kozach wybudowany został prawdopodobnie na przełomie XVII i XVIII wieku lub na początku XVIII. W tym samym czasie powstała zachodnia oficyna (zachowana jest w niej data wyryta na belce: 1705. Powstanie rezydencji jest związane z rodziną Russockich, ówczesnych właścicieli majątku w Kozach. W połowie XVIII wieku nastąpił rozwój gospodarczy posiadłości, za sprawą Spytka Jordana, który wszedł w posiadania Kóz poprzez małżeństwo z Teresą Russocką w 1740 roku. Wówczas to powstały zabudowania folwarczne, a także browar, cegielnia i karczma.
Po śmierci Spytka Kozy odziedziczył jego syn Jakub, który ożenił się z Anną z Morsztynów. W tym czasie w dworze odbywały się zjazdy lokalnej szlachty związane z ówczesną sytuacją polityczną (rozbiory Polski).
W 1839 roku z inicjatywy kolejnego właściciela majątku, Karola Jordana oraz jego żony Matyldy Dunin-Wąsowiczowej, przebudowano dwór na rezydencję o pałacowym charakterze. Wykonano wtedy m.in. salę balową oraz nową klatkę schodową. Wówczas też założono wokół pałacu park o charakterze krajobrazowym. Znaczne koszty poniesione z przebudową spowodowały, że właściciele majątku mocno się zadłużyli.
W 1857 roku majątek zakupił na licytacji kupiec Józef Karol Humborg, który następnie  przekazał go swojej córce Malwinie jako wiano. Malwina wyszła za mąż za Stanisława Kluckiego. 23 października 1880 roku ich córka Wilhelmina poślubiła barona Hermana Czecza de Lindenwald.

### Od 1880 do 1945 roku
W posiadaniu rodu Czeczów majątek należał od 1880 roku do końca II wojny światowej. W tym czasie pałac w Kozach stał się ważnym ośrodkiem kulturowym i gospodarczym. Gościli w nim przedstawiciele najwyższych ówczesnych władz. W 1915 roku w pałacu przebywali ułani I Brygady Legionów, pod dowództwem rotmistrza Władysława Beliny-Prażmowskiego.
w 1906 roku przeprowadzono kolejny znaczny remont pałacu. Wówczas m.in. przebudowano wnętrza oraz zmieniono kształt i pokrycie dachu (z gontu na dachówkę).
W czasie II wojny światowej, po odmowie podpisania volkslisty przez rodzinę Czeczów, pałac zajęli okupanci.Oni to pod koniec wojny wywieźli z pałacu jego wyposażenie oraz cenny księgozbiór.
W styczniu 1945 roku pałac zajęli żołnierze Armii Czerwonej, którzy urządzili w nim szpital wojenny. Po zakończeniu wojny majątek został upaństwowiony na mocy reformy rolnej.

### Po zakończeniu II wojny światowej
Po zakończeniu II wojny światowej, w latach 1945-1953, w pałacu była Szkoła Rolnicza, następnie (od 1953  do 1980 roku) ośrodek zdrowia. W dawnej kaplicy umieszczono wówczas izbę porodową, a w sali balowej aptekę. W latach 80. i 90. XX wieku podejmowano bezskuteczne próby remontu pałacu. W 1999 roku ostatni potomek koziańskiej linii Czeczów, Stanisław, oznajmił, że nie będzie rościł sobie praw do majątku i poparł projekt gminy Kozy przeznaczenia pałacu na cele kulturalne.

### XXI wiek
W latach 2011–2014 rozpoczął się kompleksowy remont pałacu i parku przy dofinansowaniu unijnym w ramach transgranicznego projektu: „Tworzenie przestrzeni dla kultury i sztuki bez granic – modernizacja Teatru w Žilinie oraz Pałacu w Kozach”. Remont poprzedziło wydanie obszernych zaleceń konserwatorskich przez Delegaturę Wojewódzkiego Urzędu Ochrony Zabytków w Bielsku-Białej (2008). Zgodnie z zaleceniami kolejnym krokiem było przeprowadzenie badań konserwatorskich. Wykonane zostały badania stratygraficzne elewacji i wnętrz, badania architektoniczne, badania mykologiczne i badania konstrukcyjne. Następnie sporządzono projekt prac remontowo-konserwatorskich. Autorem projektu była Pracownia Projektowa ZAP z Bielska-Białej. Projekt zakładał adaptację pałacu z dostosowaniem wnętrz do współczesnych wymogów dotyczących bezpieczeństwa użytkowania, jego rewaloryzację (dla utrzymania spójności architektonicznej) oraz konserwację zachowanych elementów wystroju : sztukaterii sali balowej, stolarki drzwiowej, kominków, portali, stropów i sklepień, częściowo posadzek. Nowe elementy (brakujące posadzki, stolarka drzwiowa) nawiązują do historycznych wzorów. Niewielka część mebli jest oryginalna z pałacu (znajdowała się w Urzędzie Stanu Cywilnego w Kozach). W czasie prac konserwatorskich w pałacu odkryto fragmenty dekoracji malarskich ścian w stylu empire z czasów przebudowy w 1839 roku, które zostały poddane konserwacji i obecnie są eksponowane we wnętrzu.
Budynek jest obecnie wykorzystywany na działalność kulturalną. Znajdują się w nim Gminna Biblioteka Publiczna, Izba Historyczna im. Adolfa Zubera, sala koncertowa, sala konferencyjna, sale wystawiennicze oraz pracownie plastyczne i teatralne.
W latach 2014–2015 przeprowadzono rewaloryzację parku pałacowego i usytuowanej w nim lodowni. Prace rewaloryzacyjne parku prowadzono z udziałem środków unijnych w ramach programu „Wzrost atrakcyjności turystycznej gminy Kozy poprzez zagospodarowanie terenu parku w zabytkowym założeniu pałacowo-parkowym - Pałac Czeczów”. Projekt prac wykonany był w oparciu o plan katastralny z 1845 roku. Park po pracach pełni funkcję rekreacyjno-wypoczynkową i jest ogólnie dostępny.

## Opis

### Założenie pałacowo-parkowe

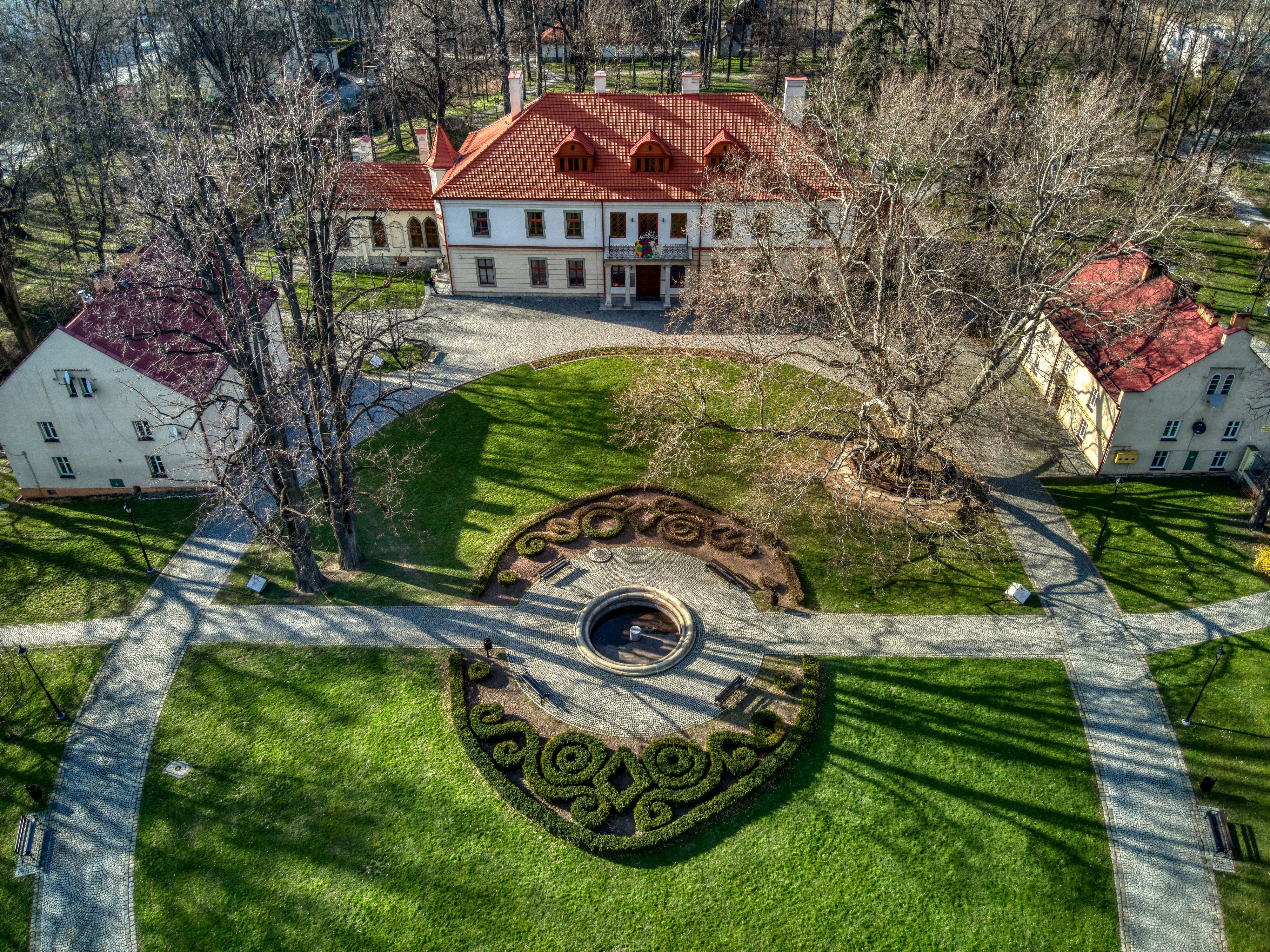
Dziedziniec pomiędzy pałacem a oficynami

W skład założenia wchodzi park krajobrazowy oraz zabudowania. W centralnej części parku znajduje się pałac z kaplicą, przed którym ulokowane są symetrycznie dwie wolno stojące oficyny. Przestrzeń ograniczona pałacem i oficynami tworzy   reprezentacyjny dziedziniec. Za pałacem znajduje się lodownia.
Od strony wschodniej do parku przylega dawny folwark, wśród jego zabudowań najstarsza jest pałacowa owczarnia, kryta drewnianym gontem, wybudowana prawdopodobnie około 1670 roku.

### Pałac
Wybudowany jest w stylu neoklasycystycznym, prawdopodobnie na przełomie XVII i XVIII wieku (lub na początku XVIII), przebudowany w 1839 i 1906 roku.
Pałac murowany z cegły, otynkowany. Wybudowany jest na planie prostokąta z półkolistym ryzalitem od strony ogrodu. Budynek jest 2-kondygnacyjny, część dobudowana od zachodu (kaplica) 1-kondygnacyjna. Pomiędzy kaplicą a budynkiem pałacu znajduje się niewielka 2-kondygnacyjna wieża. Dach pałacu czterospadowy, wieży - namiotowy, kryty dachówką. Więźba dachowa drewniana.
Elewacja południowa (fasada) jest 9-osiowa z dobudowanymi od zachodu 4-osiową kaplicą i 1-osiową wieżą, a od wschodu 1-osiową przybudówką (dawną kuchnią). W części centralnej elewacji znajduje się balkon podparty czterema filarami. Pod balkonem umieszczone jest wejście główne do budynku.  Okna prostokątne w prostych obramieniach.  Elewacja północna z ryzalitem umieszczonym centralnie. 9-osiowa, w tym 3 osie ryzalitu.
Wnętrze 2-traktowe, na osi budynku umieszczona główna, reprezentacyjna klatka schodowa i sala balowa.

### Kaplica
Dobudowana do pałacu od strony zachodniej w 1859 roku z inicjatywy Józefa Karola Humborga. pierwotnie ewangelicka Kaplica wybudowana została w stylu neogotyckim. Elewacja południowa kaplicy 4-osiowa z ostrołukowymi oknami

### Park

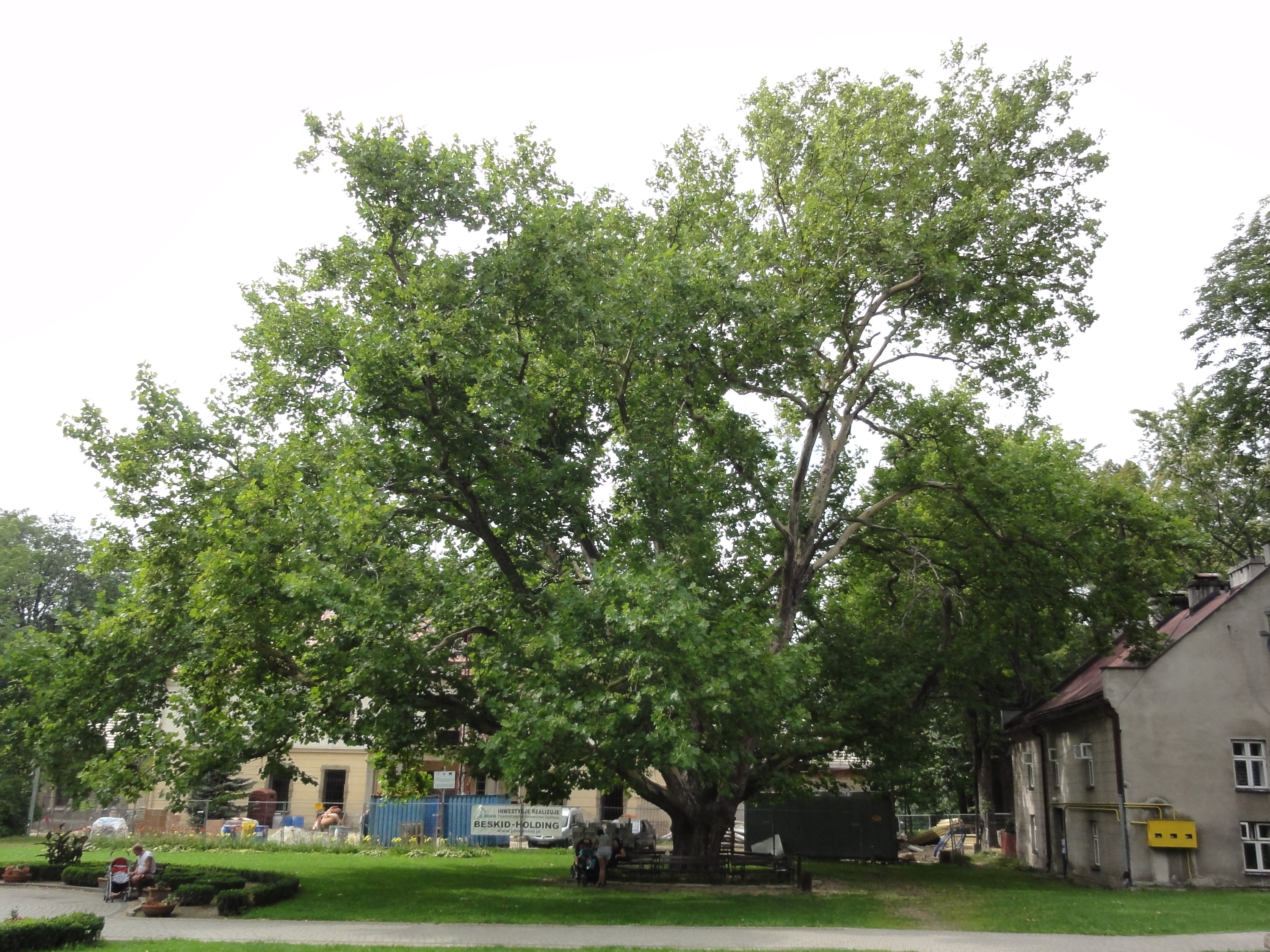
Platan

Założenie parku w stylu angielskim związane jest z przebudową pałacu, która miała miejsce w 1839 roku. W parku umieszczono obiekty o charakterze romantycznym: staw, łąkę i świątynię Flory.
Park zajmuje powierzchnię ok. 2 ha . W części południowej głównym elementem kompozycji jest aleja dojazdowa obsadzona lipami oraz dziedziniec z gazonem pośrodku. W części północnej w kompozycji dominuje polana otoczona drzewami. Zachowała się również altana utworzona przez rosnące wokół graby . Czytelne są ślady po dawnym stawie i po murowanym ogrodzeniu.
Na terenie parku rośnie około 480 drzew . Wśród nich znajduje się okazały, jeden z najstarszych w Polsce, ponaddwustuletni platan. W 2012 roku otrzymał on tytuł „Drzewa Roku” w konkursie ekologicznym zorganizowanym przez Klub Gaja .

### Oficyny
Bliźniacze oficyny usytuowane są przed pałacem po stronie wschodniej i zachodniej. Mieszczą się w nich mieszkania komunalne.

### Lodownia
Znajdująca się na terenie parku w jego północnej części. W ramach rewaloryzacji parku (2015) usunięto wtórnie nadsypaną na lodownię ziemię, co pozwoliło pokazać jej kamienno-ceglaną konstrukcję. Lodownia ma formę murowanej kopuły, we wnętrzu znajduje się wymurowany lej o głębokości 4,5 m.zakończony odpływem. Wejście do kopuły prowadziło przez niewielki (nie zachowany) korytarz. Lodownia mieściła 12 wozów lodu, który był umieszczany w leju i przykrywany deskami. W kopule na hakach wieszano mięso, a na podłodze przechowywano nabiał. Istnieje prawdopodobieństwo, że lodownia powstała na fundamentach rycerskiej budowli. Przypuszczenie to wynika z przeprowadzonych w 2015 roku badań archeologicznych.